# Shine On You Crazy Diamond
〈Shine On You Crazy Diamond〉는 데이비드 길모어, 로저 워터스, 리처드 라이트가 쓴 핑크 플로이드의 곡이고, 1975년 콘셉트 음반 《Wish You Were Here》에 수록되었다. 이 곡은 1968년 정신 건강 악화로 밴드를 떠난 시드 배럿에 대해 쓰고 헌정되었다.

## 배경
이 곡은 핑크 플로이드의 창립 멤버인 그들의 전 밴드 멤버 시드 배럿을 기리기 위해 고안되었고 작곡되었다. 배럿은 1968년 마약 복용과 정신 건강 문제로 인해 밴드에서 쫓겨났다. 그는 배럿의 전 학창시절 친구였던 데이비드 길모어로 대체되었다. 나머지 밴드 멤버들은 그를 제거한 것에 대해 죄책감을 느꼈지만, 그들은 배럿의 창의력에 감탄하고 그의 심각한 정신적 쇠퇴를 우려하면서 그것을 필요하다고 보았다. 이 작품은 1974년 프랑스 투어에서 처음 공연되었고 1975년 콘셉트 음반 《[Wish You Were Here (핑크 플로이드의 음반)|Wish You Were Here]]》에서 녹음되었다. 〈Atom Heart Mother〉와 〈Echoes〉와 같은 측면 길이의 작곡이 의도되었으나 두 부분으로 나뉘어 음반을 예약하는 데 사용되었고, 음반과 밴드가 처한 상황과 더 관련이 있는 새로운 소재가 구성되었다.

## 구성
1975년 오리지널 바이닐 발매와 CD 재발매 모두 실제로 다양한 부분을 정확하게 기술하고 있지 않기 때문에, 아래 부분의 구성은 녹음된 타이밍과 출판된 악보에서의 식별 정보를 비교한 것에 기초한다.
이 곡은 G 내추럴 마이너(애올리언) 음계로 되어 있지만, G 도리아 모드의 힌트와 함께 E (6번째 음을 올린) 음이 여러 부분에 포함되어 있으며, 특히 파트 II의 4음 테마에서 두드러진다.